# پیروزی (آلبوم مدرن تاکینگ)
 پیروزی (به انگلیسی: Victory) در تاریخ ۱۸ مارس ۲۰۰۲ منتشر شده و این آلبوم یازدهمین اثر، گروه مدرن تاکینگ از زمان شروع فعالیت این گروه است. آهنگ‌های «آماده برای پیروزی» و «جولیت» از این آلبوم به ترتیب به رتبه ۷ و ۲۵ در آلمان رسیدند. آلبوم پیروزی در ۱ آوریل ۲۰۰۲ به رتبه ۱ در جدول آلمان رسیده و بیش از ۱۵۰هزار نسخه از آن در کشور آلمان به فروش رسید.

## لیست آهنگ‌ها
آماده برای پیروزی
I'm Gonna Be Strong
Don't Make Me Blue
Juliet
Higher Than Heaven
You're Not Lisa
When the Sky Rained Fire
Summer in December
10 Seconds to Countdown
Love to Love You
Blue Eyed Coloured Gir
We Are the Children of the World
Mrs. Robota
If I...
Who Will Love You Like I Do

## رتبه در جداول
| کشور     | بهترین رتبه |
| -------- | ----------- |
| آلمان    | ۱           |
| لهستان   | ۱۴          |
| اتریش    | ۷           |
| مجارستان | ۱۰          |
| سوئیس    | ۱۴          |